# Crosshill
Crosshill è un piccolo villaggio del Fife, in Scozia, Regno Unito situato nelle vicinanze, a est, di Loch Ore.
Crosshill è inserito in un contesto paesaggistico agricolo ma i suoi abitanti svolgono la loro attività lavorativa prevalentemente, come pendolari, presso le città maggiori circostanti.